# 后现代主义
後現代主義（英語：Postmodernism）是一個以“難以下定論”為特點的主义，主要發生在20世紀中期到21世紀前期，上接現代主義。
後現代主義的追隨者有意識的跳脫出約定俗成的框架之外，熱衷於把自己的作品塑造為一種前所未聞的新形式。在後現代主義之後，世界各地的哲學、藝術、建築、文學就分裂成各種流派，再無一個統一的風潮。

## 定义
因為後現代主義作品存在的本身就是在迴避“定義”，其後續作品會非常勇敢的去反對前代的理念，導致各個時間段之間傳承極度不明顯，無法形成一個統一的美學。所以，想對後現代主義進行一個界限精確的描述是不可能的。依據現有的資料，這股藝術風潮最早可以追溯到20世紀的1960～1990年代，隨後就在多項領域中百花齊放，例如：建築學、文學批評、心理分析學、法律學、教育學、社會學、人類學、政治學等，其中每個領域都對後現代主義有一套自己的論述，甚至很多論述都是互相矛盾的；可以得知的是，後現代主義是由多個更小的、完全不同的藝術流派集合而成的大分類。

## 歷史
若以單純的歷史發展角度來說，最早出現後現代主義的是哲學和建築學，最原始的後現代主義可追溯至1940年代豪尔赫·路易斯·博尔赫斯等艺术家的作品中，在還未發明出“後現代主義”這個名稱的時候就這個風格已經出現。具備后现代主义明顯特徵的东西是出现于1950年代末，并从那时起开始与现代主义的思潮进行对抗，因為冷戰、越戰、核危機成當時美国的常態，強勁的經濟和對標新立異文化的推崇也讓美國順勢成為了後現代主義的中心，但以城市來說是分散至紐約市、華盛頓、洛杉磯、舊金山、費城、奧蘭多等，歐美文化界的中心從歐洲脫離，這對歐陸哲學引發了強烈的争议。
最终在1960年代，後現代主義完全压过了現代主義的思潮。當中領先其他範疇的就是建築行業，尤其是六十年以來的建築師，由於反對國際風格缺乏人文關注，引起不同建築師的大膽創作，發展出既獨特又多元化的後現代式建築方案。而哲學界則先後出現不同學者就相類似的人文境況進行解說，其中能夠為後現代主義大略性表述的哲學文本，可算是法國的解構主義了。排斥“整體”的觀念，強調異質性、特殊性和唯一性。不同于文学批评家，较严肃的哲学家可能不喜欢使用后现代主义这个术语，因为这个术语过于模糊，后现代主义可能指女性主义、解构主义、后殖民主义中的一个或几种。
1980年代後，後現代主義又在歐洲和日本重新出現，隨著西德和日本的經濟快速崛起，東京、大阪、柏林、慕尼黑和法蘭克福也成為后现代主义的聚集地，這些城市的外觀設計、建築形式都非常符合其特徵。與此同時後現代主義出現了分裂，包括对样式、引文和叙事水平的讽刺性的戏弄，对西方文化的宏大敘事的形而上学怀疑主义或是虚无主义，或是不惜牺牲真实追求虚在性（或者更准确地说，是对“真实”构成的根本质疑）。解構主義的思想根源有現象學、海德格爾和東方哲學，其中海德格爾晚期哲學亦深具東方（莊子）色彩。對東方哲學有理解的，應不難在解構主義找到東方哲學的脈絡。

## 哲學
哲學論述是後現代主義熱鬧的場境，各參加論述的有：
- 馬克思的資本主義歷史和哲學終結[8]
- 尼采的上帝之死和超人
- 海德格尔的“後現代主義宣言”
- 福柯的人之死
- 雅克·德希達的解構主義
- 让-弗朗索瓦·利奥塔的后现代状况与元话语的终结
- 让·鲍德里亚的超仿真
- 詹明信的“晚期資本主義文化邏輯”
- 尤尔根·哈贝马斯的“現代主義永不完成論”
- 德勒兹/加塔利的資本主義與精神分裂
- 保羅·費耶阿本德的知識無政府主義
- 理查·罗蒂的启迪/教化哲学
- 特里·伊格尔顿的文艺理论
- 安東尼·紀登斯關於全球化和後現代社會的討論
- 維特根斯坦的沉默

### 哲学的非指向性期待
总的来看，后现代思维在哲学上抱持一种对于逻辑性观念与结构性阐释的“不轻信/怀疑”的态度。这种态度导致其本身对于思想、事物以及外在感觉的愿望缺失，因为在后现代者看来，他们的思考无从依靠，他们既不肯定历史的经验，也不相信意义的本源及其真实性，对未来更无所希冀。除了怀疑之外，他们的思想在理性思维者看来几乎是凝滞的，他们只能寄生在现代启蒙理性之上作个永远的捣蛋鬼。因此大部分学者（在他们的头脑中现代理性占有绝对的比重）都惯于使用启蒙的眼光和理性的词汇，把后现代当作一个对立面来阐释，于是一大批具有明确指向性（反抗性）的词语（如：颠覆、反叛、否定、拒绝、抵制、反政府、非政府或无政府等）在后现代的定义中大行其道。一时间，后现代在哲学上的破坏/叛逆者身份深入人心。而实际上，像德希達（1967, Of Grammatology）所提醒的那样，我们正中了语言的圈套，忽视了在（逻各斯）中心主义及二元对立体系指导下的语言构成力量，想当然地把无辜的后现代想象成了一个具有明确目的性的抗体。当我们把后现代看作是零散化与叛逆性的代表时，我们本身就已经失去了思维的平衡性，站在了理性的对立面，以整体性的二元对立（的视角）去看待后现代现象。这种行为本身造成了一种对后现代理解的偏激和错位。可悲的是，我们即使深刻意识到了自己的不公正，却无力改变这个现实，因为我们的语言无论在历时的传统上还是在共时的平面中都具有无法逾越的局限性。我们所能做的，只是尽可能地以个性自由的心绪和非在场的怀疑态度去平和地参与后现代的一切，即所谓的非指向性心态。

### 对启蒙理性的怀疑之路
自启蒙主义开始，理性就被现代哲学尊为至上的权威，而后现代把对理性的怀疑态度作为其最重要的标识。但当代哲学对理性的责难却并非后现代的发端。在启蒙诞生阶段，经验论者就与理性论者有过激烈的争论；后来康德虽然构造了一套完整的理性认知体系，他却首先对启蒙思想的知行观（即理性认知经验主导一切的说法）进行批判，提到人的先天认知能力的局限性；接着，黑格尔对认知的历史局限性的思考和对知识的异化问题（知识对人的控制与奴役）的初步探索都成为使“现代性”产生动摇的关键（ibid）；到了19世纪末，尼采提出非理性主义，对现代理性发动总攻，其后激荡出了以彻底反传统、反理性、反整体性为标志的后现代主义思潮。
在随后的一个世纪里，这个种子發展成一个百家争鸣的态势。从对黑格尔的继承来说，先有法兰克福学派对知识异化的进一步阐释，继而导致马尔库塞将矛头直接指向工业化社会与科技进步的左派激进革命和福科将矛头指向话语权利的新保守主义的一部分（右翼）；后有伽达默尔在新詮释学中对历史和语言中的真理经验的重新诠释；再有哈贝马斯走折衷路线的新理性回归与利奥塔的彻底反击。从对尼采的非理性主义的继承来说，一方面是德勒兹、福科的新尼采主义，另一面是德里达的解构主义。（而旨在限制右翼疾进的学说，除了哈贝马斯之外，还有新历史主义与伊格尔顿的批判等众多理论)。

### 面对异化
20世纪40年代，法兰克福学派的霍克海默和阿多诺率先指出，在启蒙时代初期，理性就被分为两类，一类是帮助人们摆脱蒙昧与恐惧的價值理性；另一类是帮助人们了解自然规范生产的工具理性。二者在资本主义发展初期是和谐统一的。然而随着19世纪工业革命的迅猛发展，科技理性逐渐代替了工具理性的角色并在与人文理性的共存中占了上风，人文理性中的自由与人权渐渐被科技理性所主导的标准化、统一性、整体性所侵蚀，这样人所创造出的科学技术反过来控制了人的思想行为与文化生活，人们不得不以内在的精神沉沦去换取外在物质利益的丰厚，人异化了。面对这个问题，二十世纪六十年代衍生出了两种思潮，一个是马尔库塞所倡导的，矛头指向工业文化与科技进步的左翼激进革命（甚至包括中国的文革），它以彻底地破坏工业生产和科技进步为主旨进而逼迫资本主义露出残暴的嘴脸；另一个是福柯等的后结构主义思潮，这实际上是右翼新保守主义的开端，它倡导一种温和的范式转换并改变文化中的语言结构以抵消霸权与垄断。这股右翼思潮被普遍认作是后现代哲学期待的源初设想。在电影中，它被赋予至少三个使命：一是反映人的异化，即工业文明对人的自由精神的蚕食；二是讽刺左派激进行为的浪漫与不实际并引导观众进行反思（如反映文革的电影）；三是以拒绝整体性、同一性为前提，对电影的传统模式、规范、语言和结构进行转换性尝试来离散电影的中心话语权利，使观众的主观精神重获自由。

### 新詮释学的真理观
在新詮释学中，伽达默尔寻求的是超越科技理性与科学方法控制范围的真理经验。他把对真理的认识分为审美、历史和语言等三个领域来展开，在这里（哲学范畴内）我们只对其后两者进行评述，而把真理的审美领域放到第3部分（审美范畴）去探讨。在历史领域中，伽达默尔强调了认识真理的两个关键概念：一个是“偏见”，即我们对世界敞开的倾向性，他强调我们生活在传统之中，传统是我们的一部分，由于时间空间与记忆的相互作用，我们总对存在的传统（历史性）产生着偏见，偏见构成了我们全部的体验。而理解活动是把自身置于传统的进程中并使过去和现在不断融合，因此理解不仅以偏见为基础，它还会不断产生新的偏见，所以不仅历史决定我们，我们（的理解）也决定历史。另一个关键概念是“视界融合”，伽达默尔指出蕴涵于文本中的作者的“原初视界”与对文本进行解读的接受者的“现今视界”之间存在着各种差距，这些由时间间距和历史情景的更迭所引起的差异是不可能消除的，因此理解的过程一定是将两种视界交融在一起，达到“视界融合”。这个过程是敞开的，是一种历史的参与和对自己的视界的超越。
伽达默尔由此认为历史不是绝对主观的也不是绝对客观的，而是其自身与它者的统一，是一种关系，这种关系包括了历史的真实与历史理解的真实。这样来说，历史的真实性在后现代电影中应该首先注重观众的情感与客观历史的交流，具体的说，一方面以小人物和微观叙事来拉近普通观众与历史事件的距离并努力引导观众对历史经验进行多维的、开放式的历史思考，而非盖棺定论式的叙事结果；另一方面是利用怀旧成分来勾起观众对过去的主观性记忆，以倡导一种对待历史（与真理）的主观与客观的“视界融合”，鼓励人们在认识客观历史的过程中大胆地运用主观能动性，使历史产生更多的微观现实意义。其次，表现偏见的“不可避免”与对历史真实性和客观性的怀疑也是后现代电影的一部分（像影片Zelig或阿甘正传那样，后现代影片总是一次次把我们带入近乎真实的历史环境中，却又一次次引导我们去怀疑其来源的真实性，继而质疑历史真实的绝对客观存在，使得历史的距离感和单一的意思固守荡然无存。）
更深层次的，在语言领域里新詮释学对海德格尔所谓：我们“不只在语言中思考，而且沿着语言的方向思考”深为赞同。伽达默尔指出，语言是理解的普遍媒介，理解从本质上说是语言的，语言是一切詮释的结构因素，因此我们所认识的世界是语言的世界，世界在语言中呈现自己，所以我们掌握语言的同时也为语言所掌握，这个掌握的维度就是理解的界限，同时也是语言的界限。而后现代要想超越这个由理性、整体性、中心二元性、结构性等组成的理解的固化框架，就必须在语言上寻求一种突破与创新。而电影作为各类语言的综合体（包括：视觉语言、听觉语言、叙事语言、电影本体语言、对白语言等等）显然在后现代背景下抱有复杂的语言突破倾向。这些倾向的一个最重要的阐释点就是维特根斯坦与伽达默尔先后提到的“语言游戏”，虽然在伽达默尔那里，语言被看得更本体化一些，但两人的观点还是近似的。他们指出语言——无论是对话、本文还是叙事，都如同游戏一样：没有主体、没有终极目的，言说者只是沉浸在语言的交流过程里，娱乐其中。这实际上要求后现代电影在叙事语言上淡薄中心而注重外在的叙述技巧和开放式结尾；在叙述过程上体现一种过于逻辑化的陈词滥调来反衬理性话语的乏力，以使观众从绝对理性的真理束缚中摆脱出来，还原语言的本体地位。

#### 新詮释学的“参与性”审美观
伽达默尔在新詮释学的审美领域主张一种改造性的审美态度，这逐渐发展成为后现代审美思维的一部分。它并不要求（苛求）作品的原意与审美表达在受众那里得到绝对的复原，因为作品的存在应超越任何历史限制，其所散发出的审美意义应属于永恒的现在。因此，后现代电影倾向于鼓励和启发接受者在理解活动中产生新的、个性的、现实的审美认识，重视观众的参与性，强调他们的现实心态与作品的“视界融合”与互动，并力图打破封闭的叙事系统，为多元消解、拼贴、戏仿提供可行性，最终为观众创造更广泛的审美参与空间。

### 德希達的解構主義
不過，法國當代哲學家德希達的解構主義論說，往往被論者認為是對現代性的問題，提供了最激進最有效的反動，全面解構（並非否定）由柏拉圖以来的西方哲學，其中由語言學入手，批評以非黑即白的二元對立論為基礎的邏各斯中心主義，現代主義論述亦即時成為被解構的案例之一。德希達的解構主義不單止為批評現代主義所謂的方法論（這表達方式是德希達獨創使用，表示在行文間既要使用這概念，但同時亦解構其內涵，原本的表達方式，應以交差號，但標點以此取代）基礎，更以解構主義的放射性閱讀，重新解讀西方多本主要的哲學論著。找出當中自我解構的基因。
另一個主流是由德國最有名的哲學家哈貝馬斯提出現代主義永不完成論為基礎，認為現代主義為人類提供動力，永恆為改進自己境況而努力的思想方式，故此，哈貝馬斯認為後現代主義所強調對於固有意識反動的提法，根本就是現代主義的核心精神，也是人類可以不斷創新的推動力。後現代主義只是繼承現代主義方案的一種表現。
目前也有不少論者認同後現代主義等同現代主義晚期邏輯的說法，其中尤其是新馬克思主義者如詹明信、泰瑞·伊格頓等持這一說法，當中亦結合了馬克思對於晚期工業社會的批評，形成一體。

### 文學批評及文化理論
在文學批評上，後現代主義對於西方整體文字論述結構，進行排山倒海的解讀，事實上後現代主義在美國大行其道，主要是在各著名大學的外語學系（尤其法國文學或比較文學系內），其間外語學系人才輩出，最有名的有美國耶魯大學的耶魯四人幫，以德希達的解構主義對應歐美文學作品，進行解讀：
- 保羅·德曼
- 希利斯·米勒（J. Hillis Miller）
- 傑弗里·哈特曼（Geoffrey H. Hartmann）
- 哈羅德·布魯姆

### 社會批評
一種知識上的運動，屏棄傳統上所謂「絕對和普遍真理」的觀念，尤其是注意弱勢力量、環保、全球化、政府行為和談判、雙果原則、伊斯蘭教邊緣化、恐怖主義等問題。

## 文化人類學
1960年代以降，受到後現代主義思想的衝擊，人類學的領域出現了反思人類學（reflective anthropology）、實驗民族誌（experimental ethnography）、新民族誌（New ethnography）等思潮。此類思潮強調文化人類學的研究，應主動積極的反省知識的建構和書寫論述的過程，並藉由民族誌的寫作方式，讓讀者有適當的理解與批評。也有學者稱為「後現代主義人類學」。

## 藝術創作及人文思潮
後現代主義藝術運動是1960年代以來的文化、思想界的後現代主義運動的一個組成部分，在當代藝術發展中佔有重要的地位，它造成的繪畫性復興，寫實主義手法的再次受到重視。
在人文思潮方面，論者指出現代的後期，是一種对現代表达方式甚至思维方式以及价值观的颠覆和反叛。所謂現代表达方式甚至思维方式，是指以有核心思緒，或者有既定論述規格，表述事物的真理性，可是，隨著愛因斯坦的相對論、不確定性原理及宇宙大爆炸理論的出現，人類漸漸明白到科學也有其不確定性，且認為科學並非可以用以解決任何問題。現代主義的動搖，也就引起後現代主義漸漸的崛起。
在文藝創作風格上，后现代主义并不是一个具体、单一的风格，也不因为作品的时代而界定为“后现代主义”。而且很難以後現代主義的哲學理論來強行規範藝術創作，目前對於先有後現代主義理論，還是先有後現代主義藝術品，也沒有定論。
另一個特點是跨學科和跨創作媒體，建築、文學、繪畫、設計、家具均有設計師，在各自的藝術場境內進行後現代式的表述。不過，由於後現代主義是對於創作主題和創作形式都有颠覆性的新思維，令風格很難一致，要表述各創作領域的後現代境況並不容易。

### 建築

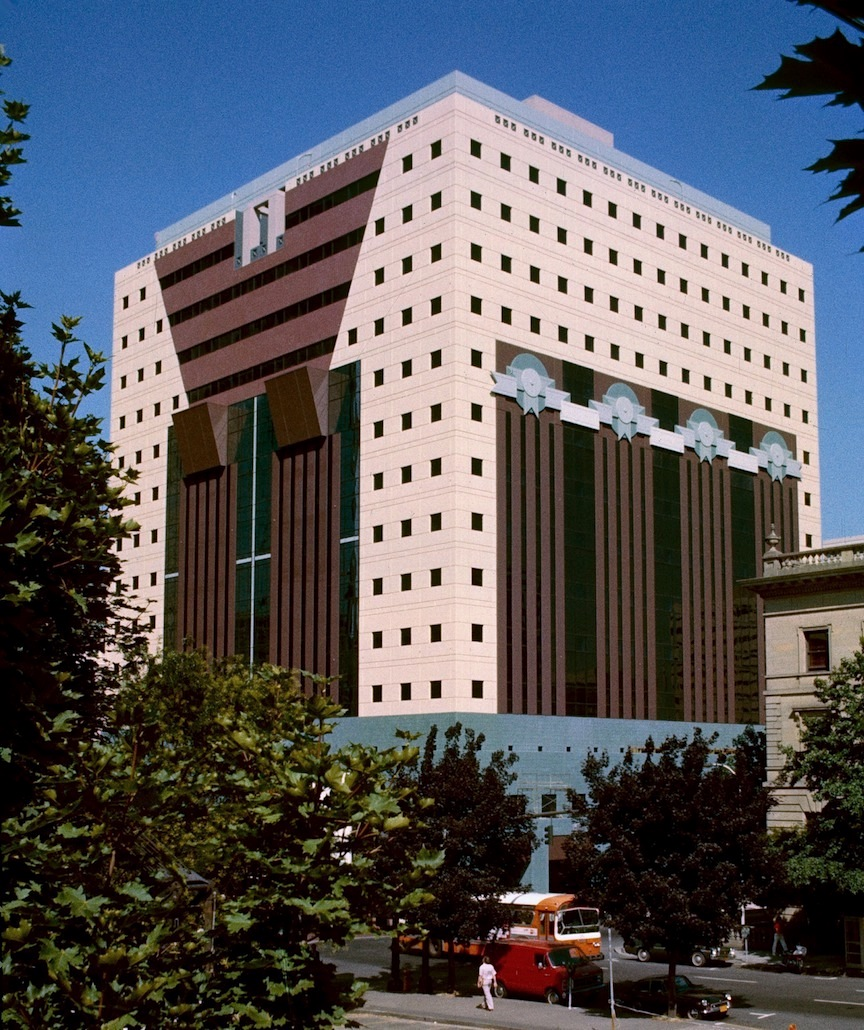
美国俄勒岡州的波特兰大楼，在四方的工业建筑中融入了像外星人一样的几何图形。

建築學的現代主義體現在所謂國際主義的設計風格上，以美國在四十至六十年代的建築為代表，其中特點是功能性和擴大建築物可用空間為首要理想，對於環境、人文境觀、美學的考慮只是次要的。到六十年代歐美普遍出現一批年青建築師，開始一些具人文思考、強烈裝飾性（甚至可稱「後巴洛克式」）及有深入空間思維的建築景觀出現。建築師尤其喜愛透過建築景觀，表達對舊文明、自然界，以致夢幻的追想。
1966年，美国建筑师文丘里在《建筑的复杂性和矛盾性》一书中提出了一套与现在主义建筑针锋相对的建筑理论与主张，他抛弃了现代主义的一元性和排他性，强调人们的不同需求和社会生活的多样化。在建筑界特别是年轻的建筑师和建筑系学生中，引起了震动和响应。到二十世纪70年代，建筑界中反对和背离现代之一的倾向更加强烈。对于这种倾向，曾经有过不同的称呼，如“泛现代主义”、“现代主义之后”和“后现代主义”，以后者用的较广。到80年代，当后现代主义作品在西方建筑界引起关注时，它更多的描述一种乐于吸收各种历史建筑元素、并运用讽喻手法的折衷风格，因此，他后来也被称作“后现代古典主义（Postmodern-classicism）”，或称作“后现代形式主义（Postmodern-formalism）”。文丘里批评现代主义建筑师热衷与革新而忘了自己应是“保持传统的专家”。文丘里提出的保持传统的做法是“利用传统部件和适当引进新的部件组成独特的总体”，“通过非传统的方法组合传统部件”。他主张汲取民间建筑的手法，特别赞赏美国商业街道上自发形成的建筑环境。文丘里概括说：“对艺术家来说，创新可能就意味着从旧的现存的东西中挑挑拣拣”。实际上，这就是后现代主义建筑师的基本创作方法。
西方建筑杂志在二十世纪70年代大肆宣传后现代主义的建筑作品，但实际直到80年代中期，堪称有代表性的后现代主义建筑，无论在西欧还是在美国仍然为数寥寥。比较典型的有美国奥柏林学院爱伦美术馆扩建部分、美国波特兰市政大楼、美国电话电报大楼、美国费城老年公寓等。
后现代主义的建筑主要是从诸历史风格中兼容并蓄。他们视一切传统都同等重要，因此随意将其组合，只是在将它们组合加工的过程中是有意识、有目的的模仿。同时在素材来源上具有高度选择性，不过主要局限于古典主义各流派（主要有帕拉迪奥建筑风格）和装饰艺术的一些异国风格流派。后现代主义建筑的发展经历了历史主义和新折衷主义的设计倾向过程，并且在20世纪七八十年代几幢大型公共建筑建成后快速繁荣起来。概括后现代主义的风格特征及历史渊源我们可以说它是除了反对现代主义的建筑形式语言外，其他所有的风格特征都可以借鉴和吸收。文丘里在打响后现代主义建筑的战役中，倡导历史主义倾向和学习当时盛行的波普艺术，具有强烈的复古怀旧愿望，但是复古却并非是简单的“拿来主义”，对未来的展望使此时的建筑符号成为历史要素的变形。
随着多元化思想的发展，“将建筑的文脉，建筑的不同功能，使用者的特殊口味”这三者作为混合设计的目标，因此查尔斯·詹克斯把后现代主义概括为：历史主义、直接复古主义、新民间风格、特定性+都市规划专家=有文理的、隐喻和玄学、后现代空间的“激进的折衷主义”，这主要还是对后现代主义的混合现象进行概述。而美国另一位建筑师罗伯特·斯特恩（Robert Stern）也将后现代主义概括为文脉主义、隐喻主义和装饰主义三个特征。
但同時亦有另外一批年青建築師如诺曼·福斯特、弗兰克·格里等都喜愛利用科技化的建築技術，來突顯建築對都市空間的隱喻性對談metaphoric dialogue。诺曼·福斯特對摩天大廈的高科技考驗、對香港滙豐銀行的隱喻，以至倫敦市中的30 St Mary Axe，都對都市境觀造成颠覆性影响。而弗兰克·盖里對於非直線設計的應用和結合電腦高端技術的做法，都影响了當下的設計風格。

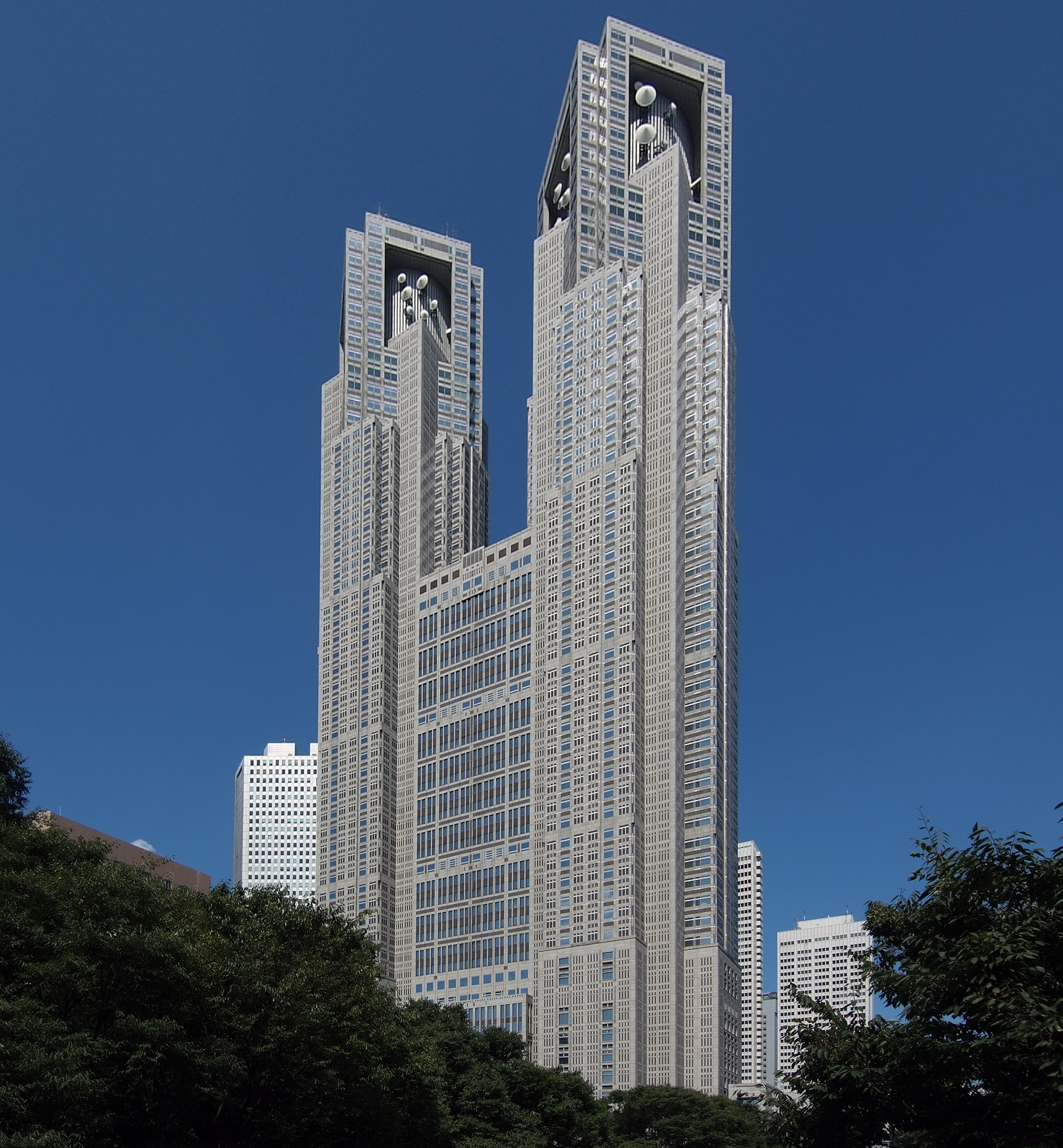
東京都第一第二廳舍的建築系列是典型后现代建築，圖為第一廳舍
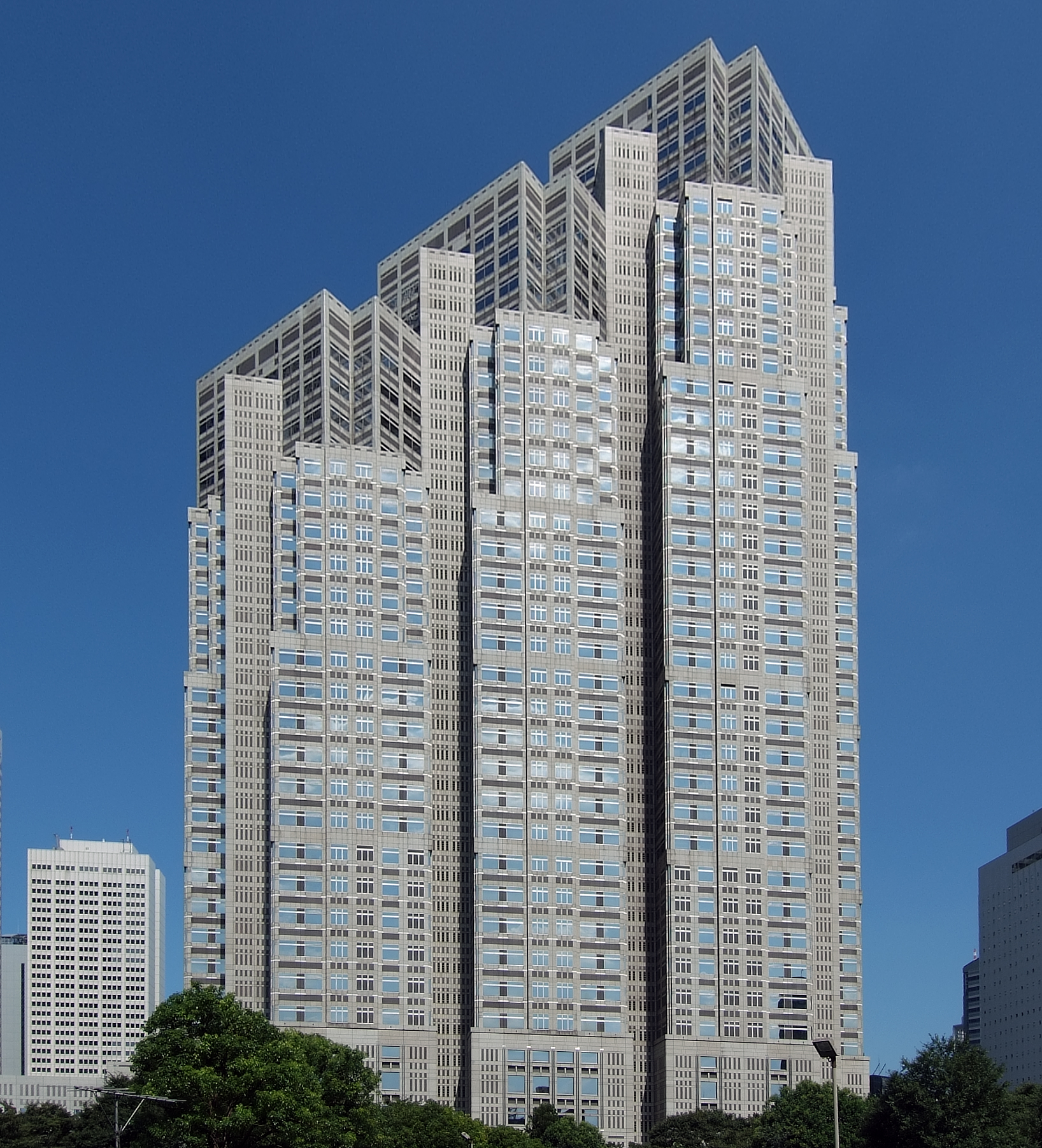
東京都第二廳舍
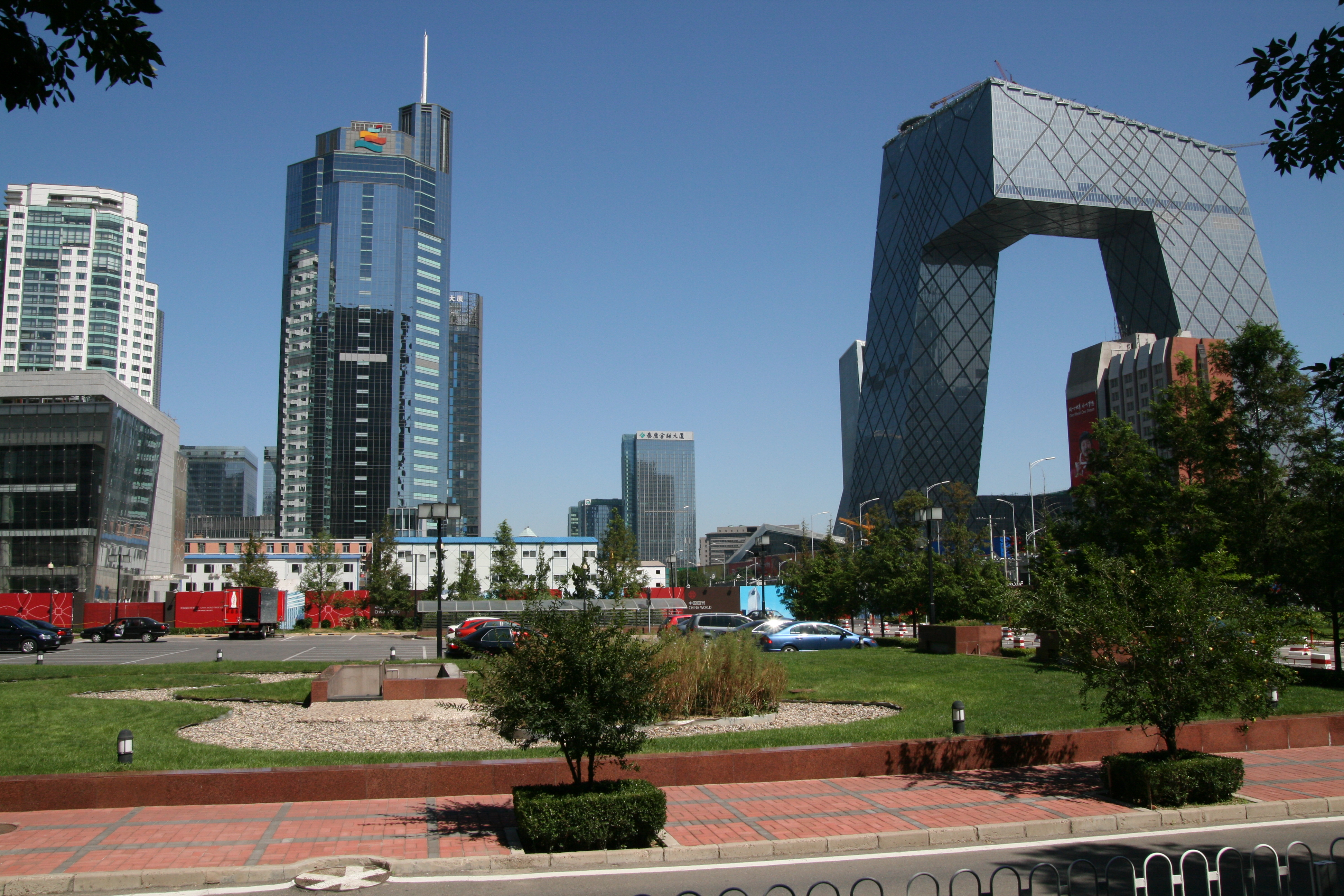
從遠處觀望中國中央電視台總部大樓
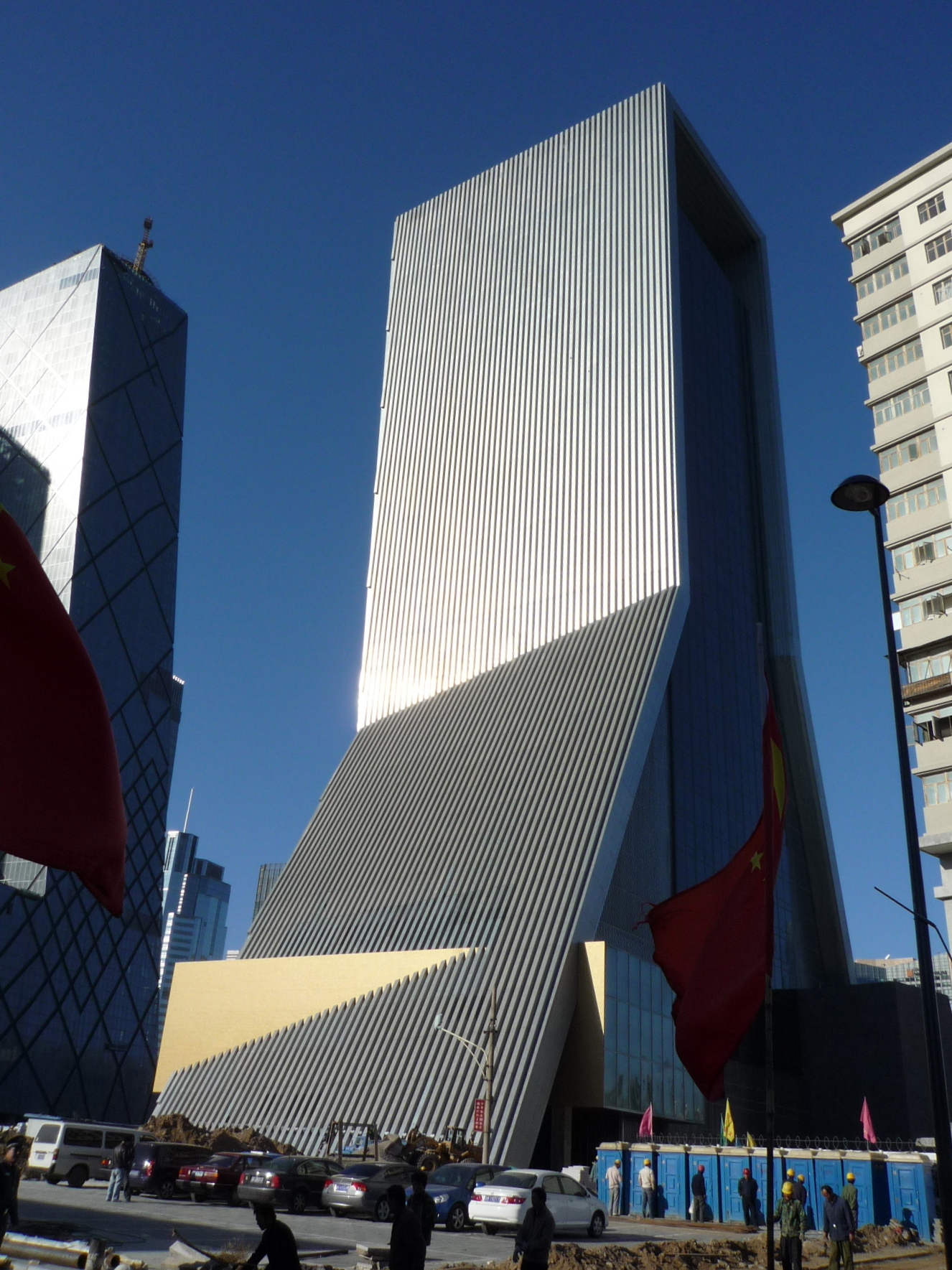
中國中央电视台电视文化中心
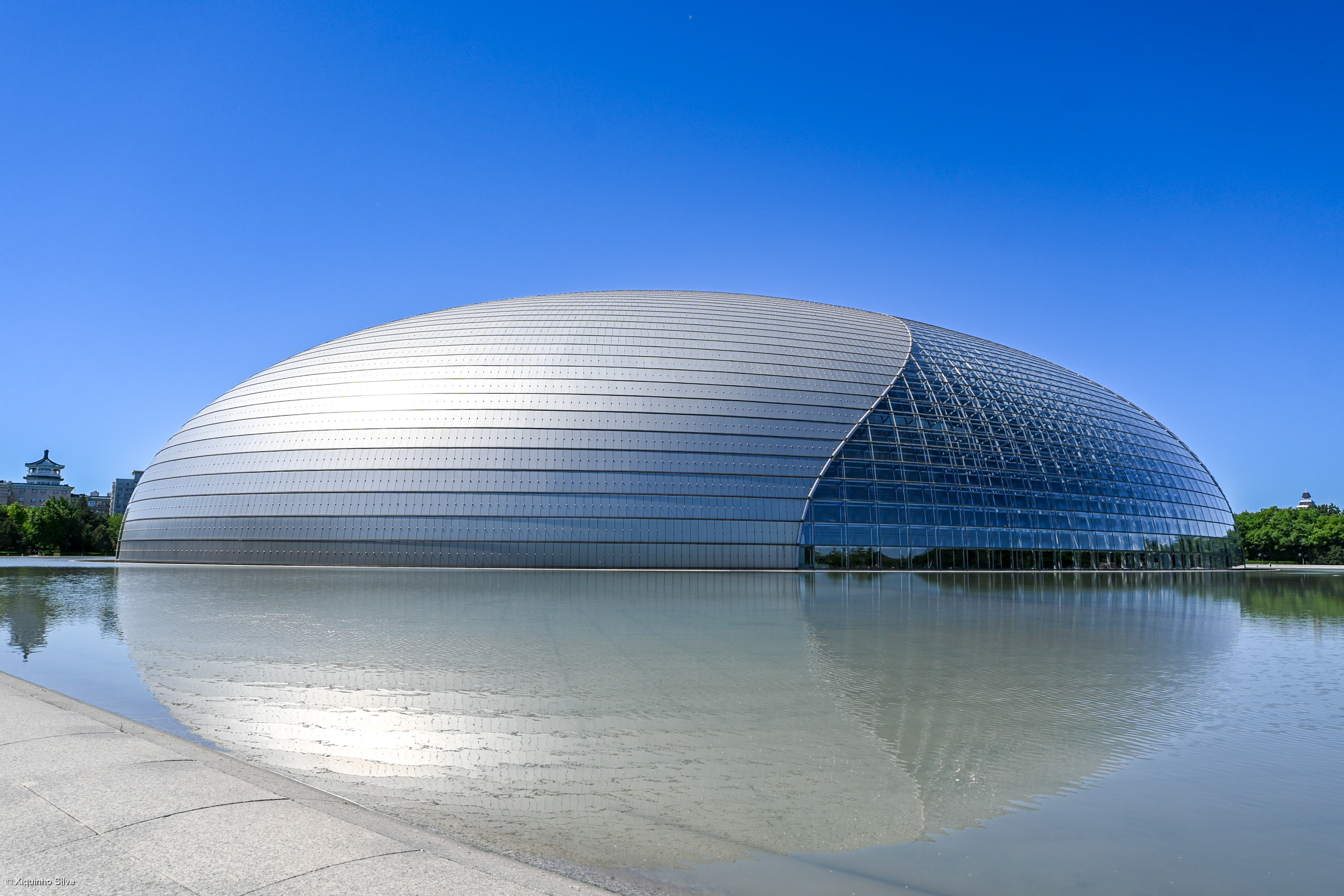
中國國家大劇院
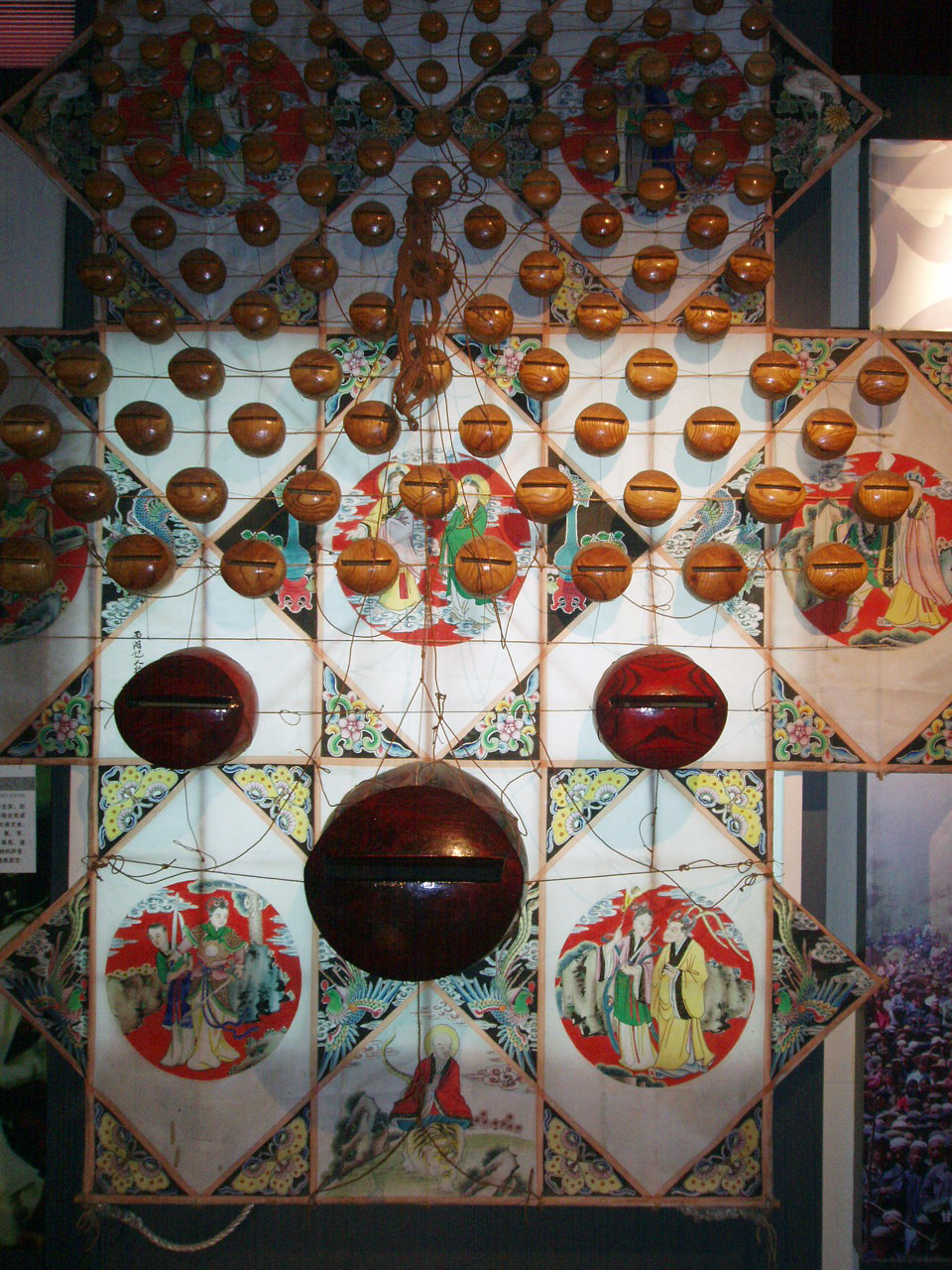
中國國家大劇院裝飾
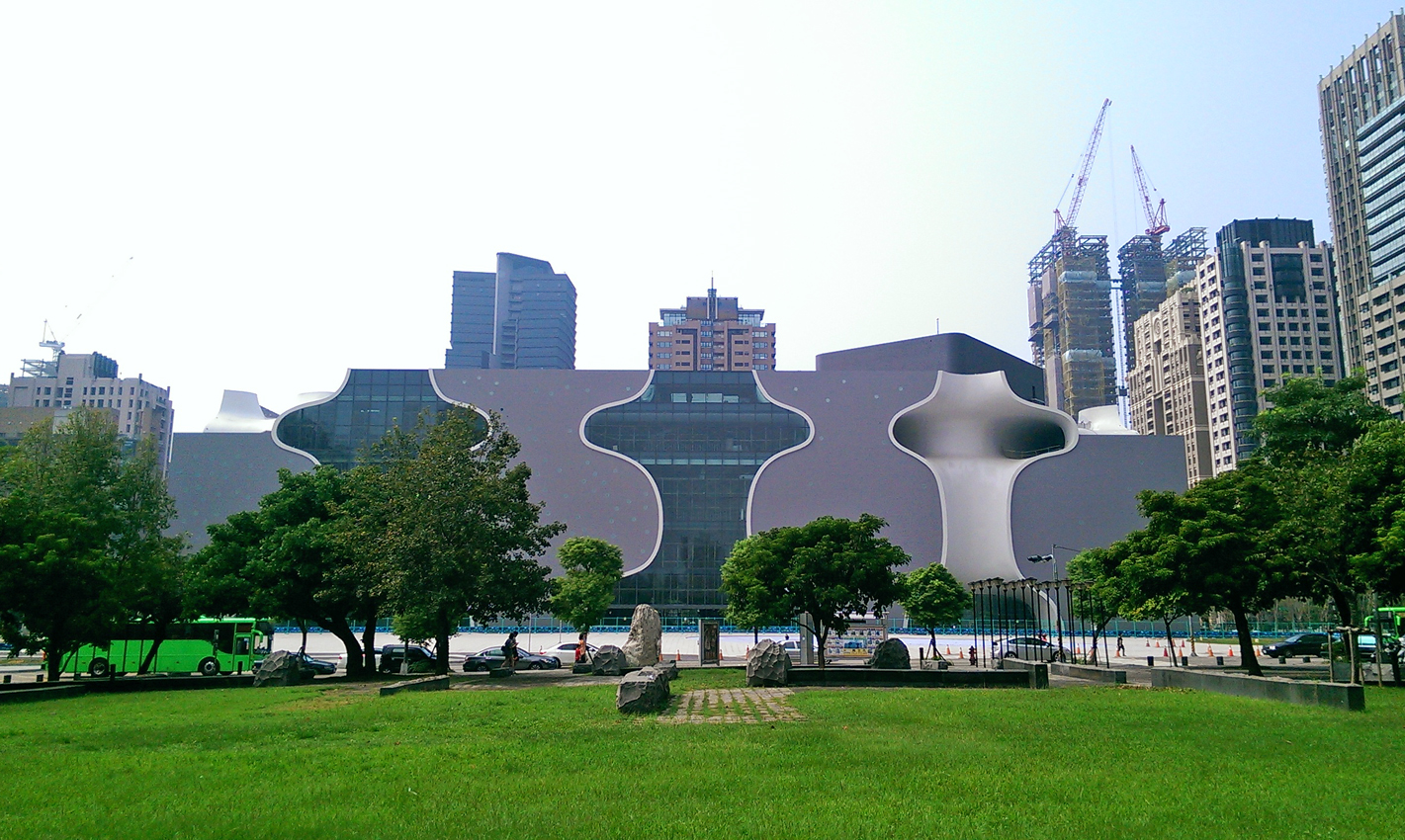
臺灣臺中國家歌劇院

### 藝術
為了挑戰現代主義的極限，藝術與設計家於是以後現代主義來統稱當代各種主義，如：女性主義、多元文化、解構主義、時間元素、媒體應用、物質主義等。這些觀點強調藝術品的創造與欣賞沒有單一的、絕對的答案或標準，作者與完成品的情感脫離，且作者、觀眾、策展人（或展場）與環境（或現象）都是藝術作品的參與者，如此一來，藝術創作與鑑賞都變得非常多樣。

### 文學
在此罗列一些代表作家的名字，美国的唐纳德·巴塞尔姆、托马斯·品钦。

### 電影

#### 堂皇语境的终结与多元化
由于前文中所述“知识的异化”问题不断激化，自启蒙主义以来，原本并列而生的两大科学体系之间的不平等关系逐渐拉大，呈现出人文科學容忍退让，自然科学步步扩张的态势。这在利奥塔那里被看作是“文化帝国主义的全部历史”。（1984, The Postmodern Condition: A Report on Knowledge）他指出自然科学在排斥了人文叙事之后，其单一的逻辑话语仅仅具有指涉性与实证性，却难以完成对文化意识的替代，更不具备人文科学的多种价值关怀。因此那种以科技理性为基础的，以单一的标准去裁定所有差异进而统一所有话语的“元叙事”在后现代语境下势必被瓦解，而电影在这个瓦解过程中大致表现出两个倾向。一个是元叙事的合法性由于其基础——堂皇话语环境——的终结而遭质疑。传统的元叙事电影遵循的是以英雄为中心的堂而皇之的叙述模式，而后现代电影倾向于将堂皇叙事的社会的语境（如圣贤英雄、解放拯救、光辉的胜利、壮丽的远景等）散如叙事语言的迷雾中，使观众对堂而皇之的历史言论，或历史上的伟大“推动者”和伟大的“主题”产生怀疑，并以平凡的小人物、平凡的主题、平凡而琐碎的故事取而代之或利用堂皇叙事与平凡话语间的杂揉、拼贴和交替衍生来反衬、嘲弄元叙事的理性偏激。另一个是后现代电影并不把元叙事所追求的共时（即通过同一性的中心维系作用实现整体思想的一致，如电影“梦幻般完美的故事”、“逻辑缜密的对白”、“封闭的结构”以及“完满的结局”等）看作是自己的终极目的。按照利奥塔的设想，后现代作品更倾向于打破求同的稳定模式，而强调差异的不稳定模式，或者说提倡语言游戏的异质多重本质，即多元式的话语异质。具体地说，就是从影片的“文本叙事”、“话语传达”到“受众接受”的各个层面都引入多元化的概念，不再强求故事、结构与电影文本内在表达的至全至美和接受共鸣，转而更宽容地面对影片各层面的断裂、局限、矛盾与不稳定性。

#### 解构主义的启示
解构一词是指对恒定意义的分离，它作为后现代对“结构”（主义）的在场、秩序和中心整体性反击的一部分，其某些具体策略对西方电影的后现代研究有着重要的指导意义。这节就结合德希達的解构策略与建议对电影的后现代思路进行梳理。
德希達首先提倡在文本的能指与所指之间建立非必然的联系，其目的在于突显能指与所指搭配的任意性和他们之间的差异性，使所指脱离即定能指的依附从而扰乱固化的结构思想。反映于电影中，这个策略有利于打破现代主义电影的两个符号学对意义的深层次指涉。像拉康所谓“滑动的所指”那样，使几个所指同时漂浮于电影本体的能指符号之上，可以扰乱观众心中固有的“能所”对应模式，导致意义反射的不确定性，继而反映一种去中心、去深度的平面思维形态。
其次德希達鼓励策反文本结构中的个体，拆解它们对结构中心的绝对服从，这主要是针对现代哲学的同一性、中心性与整体性而言的。具体到电影中，非线性叙事得到广泛的应用，使得影片零散的局部意义得到重视，也利用开放式的结构来突破影片中心结构的自我封闭，继而促成各本文结构的差异性交流与参照，即不同文本间的差异互通，如并置、拼贴、杂揉、互涉等等，并随着对外来差异的引入与参照对原本文的结构中心形成拆解态势。
解构哲学也反对本文结构的先验性与意义透支。由于结构具有固定性和确定性，相反的结构往往产生类似的意义，久而久之，人的头脑会由于局部结构的刺激而映射出大致全部的意义。对于有经验的观众来说，传统电影往往只放映了一半，全片的意义归宿就已了然于胸了。这些被意义透支所笼罩的形而上学的先验结构被解构主义斥为乏善可陈的守旧根源。因此在后现代电影中经常可以捕捉到一个看似熟悉的结构，然而很快这个感觉会被逆预见而行或独立于结构之外的意义所打乱，这类出乎意料或出其不意的元素有助于消解观众对结构的期待，打破结构主义的整体同一性，也有助于培养受众的怀疑（不确定）精神与多元心态。
另外打破观众对“在场”的信念与憧憬也是解构主义的重要构成部分。在德希達看来，结构主义的中心性与整体性是建立在“在场的形而上学”基础之上的。结构主义相信电影作为各种语言的综合体可以给观众呈现亲临其境的实体性存在，即不需要媒介参与的“现实世界”。这个“现实世界”就来自于人们的理性传统对“在场”的信念，凭借这种信念，人们总是幻想着在他们自己所能看到和接触到的世界之外存在着一个整体的现实世界。因此我们会为主流电影的梦幻经典故事而动情。但作为对立面，解构主义并不走向唯心，它只是对电影作为媒介来伪装世界的真实性（在场）的作法颇有微词并对媒介还原真实在场的可能性表示怀疑。为此，后现代电影倾向于将观众从梦幻的故事里拽出来或阻止他们进入故事的梦境中去，使他们时刻意识到自己是（在看电影的）第三者而非主人公，并使他们对“在场”的幻觉与憧憬变为泡影。同时，对在场的拆解与对真实性还原的怀疑也给后现代文化视角中让·鲍德里亚所谓的“虚拟现实”埋下了伏笔。

#### 社会文化领域的更迭态势

后现代主义畫作

它主要研究后现代状态下的社会、经济和文化转型给电影带来的问题与启发。后现代不只是一个主义，它更是一种社会生活状态。希尔（1998，P98）也强调后现代主义一词可以被用来形容一个社会和经济领域的新秩序。对于电影来说，以这个新秩序为基础的后现代社会大致可以从两个方面进行剖析。一个是研究传统的工业秩序向后工业社会的转型；另一个是讨论科技革新对后现代社会文化的影响。
后工业社会的现实
希尔在《牛津电影研究导读》一书中总结了后工业社会的经济转型特征如下：第一，社会的经济重心由产品制造业转向服务行业，剩余价值的来源从一、二产业转向各经济服务领域，如商业、银行业、信息业等等；第二，传统的大规模生产模式被“后福特”生产模式（post-fordist）所取代，灵活而个性的消费需求成为生产的风向标，即消费主导生产，主动权在买方市场，卖方不再单纯追求产量而是倾力打造品牌并提升产品的品位（这导致广告的兴旺与大众对时尚生活的向往。后工业时代不仅生产产品，也生产“渴望”和“需求”——Harvey, 1989, The Condition of Post-modernity）；第三，从事服务业的白领阶层成为社会的主导阶层，他们的意志代替了少数精英分子的高端幻想而成为引领社会文化生活的主流形态——既大众文化；最后，（受时尚消费观念的影响）后现代社会中的个体倾向于具有灵活多变的（不确定的）身份认同特征，人在浮华的社会表层更倾向于在诸如性别、宗教与性取向、理性判断等问题上表现出异质的、不稳定的身份与性格特征。
于是作为后现代的一种重要的艺术形式，电影一方面自觉地、无从逃避地反映着后工业社会的现实，另一方面也倾向于对后现代社会生活表现出或焦虑或讽刺的意味，而不管是焦虑的对象还是讽刺的矛头都直接或间接地指向这个消费日益主导一切的社会，从而反映物质对人的异化。
技术层面对文化的影响
科斯洛夫斯基[德]提到“不是艺术应适应技术，而是技术的发展应适应文化及人文情境，这是当今所要求的”——这充分说明，后现代社会实际上在科技与人文的立场上采取了折衷的态度并力求在文化中寻求二者的平衡点，注重技术的精神含量。因此以“后工业为基础的”后现代社会的研究（包括电影研究）有必要向文化研究视角转移。
首先技术的进步在现代社会导致了功能主义的繁荣，这体现在现代建筑的简约风格与批量的廉价上，按科斯洛夫斯基的说法，现代功能主义建筑导致了两个问题，一方面，“在六七十年代尚能有广泛影响的美学风格，由于其力图摆脱历史主义的桎梏，是历史的东西（建筑的历史文脉）正在危险的丧失，今天不仅成为平庸之作，而且愈益失误”；另一方面，现代的建筑环境“使人们囿于一个技术的、远离自然的、城市化的世界中”（如香港的水泥森林），这导致人与自然的隔膜，也使科技与人文关怀之间的平衡受到破坏，即“人自身必须不断去适应技术，否则将在技术中感到自己完全是多余的”。面对科技与功能主义对人文环境的异化，后现代电影或选取历史、怀旧的场景来唤起观众对历史感的审美兴趣以承接社会文化的历史血脉，或（刻意地）着力突显影片建筑与背景环境的非人文性特征以衬出科技理性的冷漠与作者的焦虑。[在这个意义上说，后现代电影与后现代建筑是殊途同归的。虽然后现代建筑倾向于在功能、审美与历史地域文脉之间追求一个平衡点以表现建筑发展的折衷，但后现代电影并不倾向于直接将这种折衷的思想映现其中，它与反衬的效果相比要单薄得多。]
另外信息与传媒技术的革新和发展也在社会经济结构的转型中发挥着重要作用。希尔指出，新的媒体科技至少在两方面对人的社会经验与主观认识的重塑产生决定性效果。一方面，媒介信息与图像通过先进的跨区域传播平台（如互联网、卫星通信）的过剩散布正在逐步导致时空概念的空前压缩与紊乱，并致使区域文化与个体身份认同的建构趋向于淡化其原本明显的空间地域性特征（如民族特色文化）。这个趋势很容易被联系到“全球化”概念的文化领域，并由此出现了后现代电影对待文化全球化（文化帝国主义）的三重态度：首先，后现代电影倾向于揭示（反对）理性的商品作为消费文化的符号对人性本真的抹杀；其次，对文化全球化采取保守（容忍）的态度，通过电影中的杂揉、并置、空间重叠等手段，打着多元文化的幌子追求帝国主义文化的全球均质，把全球文化统置于西方的文化意识形态之下，有多元之形而无共荣之实，这虽有利于文化（后）殖民主义的推衍，却也是揭露文化殖民本质的最佳映衬；第三个态度就是面对文化全球化的趋势，第三世界电影所采取的去同而求和的方针，同的反义词是和，不是异，对于全球化与民族化来说，双赢的结局不是同，而是和，也就是同中有异，异中求和。
新媒介与新技术的另一方面效果体现在人对社会文化、现实观念的转变上。按照鲍德里亚的阐述，我们正越发地生活在一个新的世界中，在这里，以信息复制和图像传播为基础的社会再生产秩序正逐渐代替以劳动力和物质生产为基础的旧工业秩序。图像和信息符号正在成为我们了解现实的主要来源。我们正生活在一个被复制和仿造了的世界中。我们无时无刻地被广告、影视、信息爆炸所笼罩着并置身于“超现实”之中（1975）。对真实的证明显得那么不可能，因为我们所掌握的一切都只是复制品而已。从这个角度来看，电影对于复制的概念有着广泛的理解和体现，小到对经典段落的模仿（或戏仿，以突出其互文性的消解意义），大到对整个影片的时代背景的旧貌还原与历史追溯，甚至是夸张地再现场景与话语环境……这一切都或多或少地引导我们对现实、历史以及自身认识层面的再生产的真实性抱着一种怀疑的心态。

#### 审美意识的新趋向

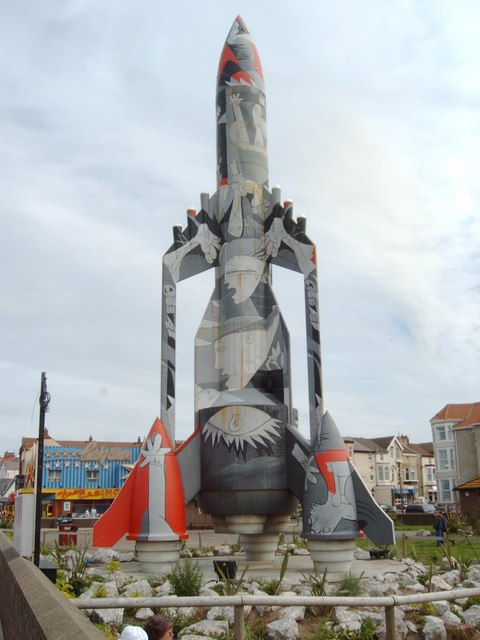
英國后现代雕塑作品

受哲学思潮与社会文化生活趋势的带动，后现代主义在审美意向的传达上也有着新的追求，以下将从三个方面对后现代主义审美在电影中的趋向作细分论述。
对现代主义审美观的改造
在审美领域，后现代主义特征倾向于解决现代主义审美的某些问题。按John Hill（1998，P99）的归纳，现代主义审美的表达主要面临两个问题，一方面它正走向思源枯竭的失败；另一方面，由于过度宣扬高雅艺术并缺乏与少数精英以外的公众进行沟通，现代主义审美表达正逐渐失去大众市场的关注与支持。面对这些问题，电影的审美表达在后现代那里显现出三个变化性特征：其一，对大众欣赏口味与俗文化表现出热衷的态度并淡化高端品位与大众文化之间的界限以揭露高雅艺术的伪善；其二，在热衷的基础上显露出折衷主义的痕迹，不拒绝（甚至鼓励）不同风格的类型、艺术手法之间的混合以形成文体的杂揉或强调并置、拼贴和挪用的策略；其三，应对现代主义的文化枯竭，电影的后现代表达倾向于淡化对文艺原创性的强调，转而为戏仿、拼贴创造机会以寻求原始文本的新意。
抗击理性
与理性的斗争是后现代审美体验的核心问题，而具体的抗争行为又体现在不同的层面内。首先，为了对抗理性的束缚，后现代审美倾向于沉湎在某种形式的“前理性的自发性当中”（贝尔，王岳川P137），于是色情、毒品与暴力——这些“人”作为生物体的本真冲动，成为后现代电影审美体验的一部分。这些原始的非理性的内在冲动的观感对于现代理性生活经验的冲击作用是绝佳的。当然这其中也包含着对电影人物的自我映射与反省，这种本我的宣泄有助于突破理性思维的障碍，引导观众还原自我的真实性。其次，后现代审美是反释义的（桑塔格，王P137）认为释义是智力对艺术的报复，贝尔也认为后现代审美观应该对“批评”加以质疑，并使批评陷入无以为“评”的难堪的处境。因此开放式的文本结构与晦涩的审美表达经常贯穿于后现代电影之中以拒绝观众的理性思辨倾向、引导他们的个性审美体验活动。最后，后现代美学被强调为一种回归视觉的美学观。这种观念的形成一方面是后现代哲学反对现代文本的理性与结构性的结果，另一方面也与新兴的媒介技术所导致的图象泛滥有关。回归“视觉”意味着整个社会重新回到了一种感性的审美意识中，生活变得更加平面化，理性的深邃与结构的规范渐渐淡出人们的意识层面。电影在后现代社会中“更注重视觉的冲击力与眩晕力”（王岳川，P136）给观众带来的感官刺激，影片的背景视觉观感也更加精致、奇异或具有对比性。

## 扩展阅读
- 王岳川《后现代主义文化研究》1992年，北京大学出版社。
- 《后现代后殖民主义在中国》2001年，首都师范大学出版社。
- 高宣扬《后现代论》2002年同济大学出版社。
- 沈清松.  (PDF). 《哲學雜誌》 (台北: 哲學雜誌社). 1993, (第四期): 頁4–25  [2013-03-17]. （原始内容存档 (PDF)于2019-07-12） （中文（臺灣））.

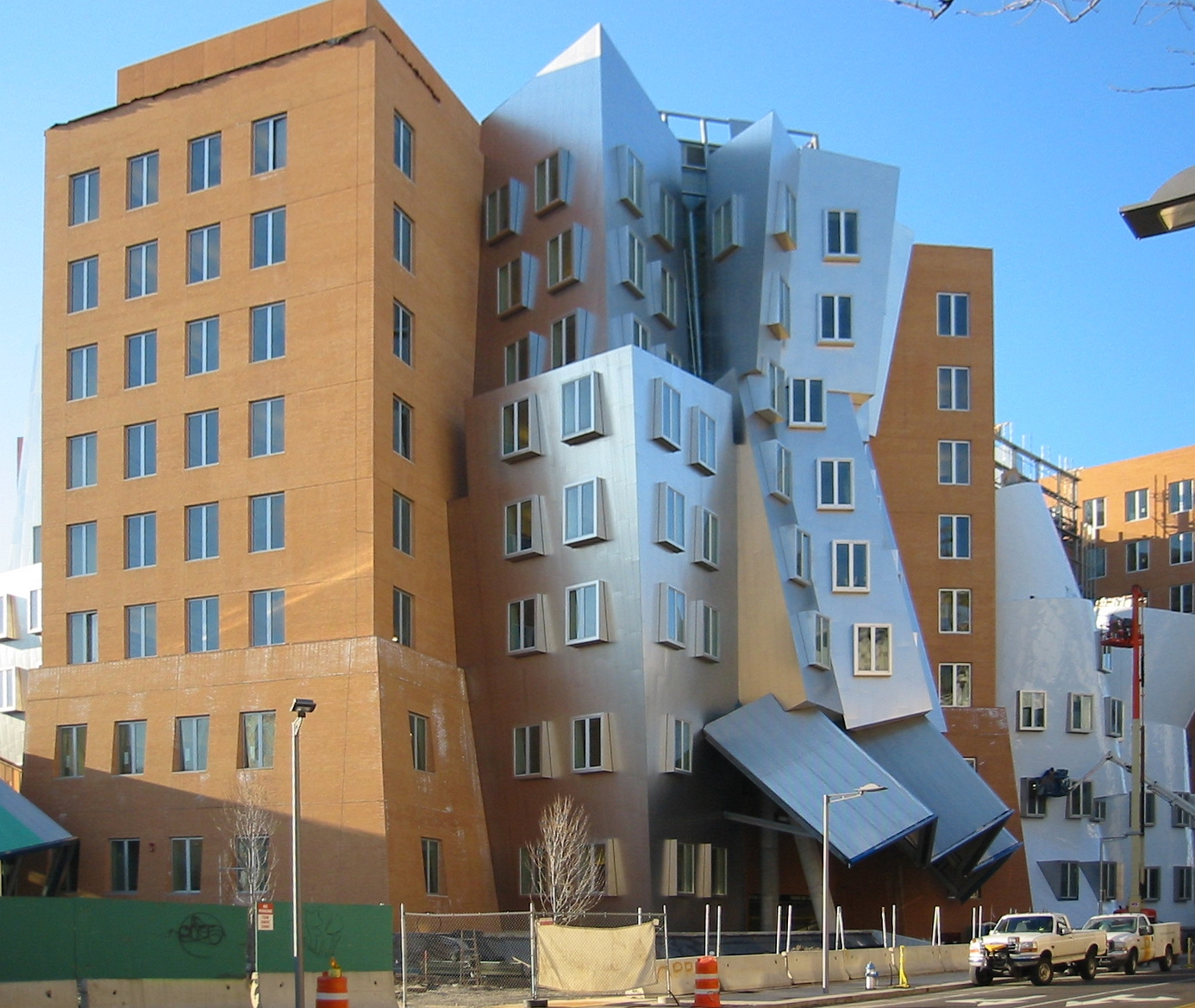
2004年建成的史塔特科技中心，由加拿大建築家法蘭克·蓋瑞設計，麻省理工學院的標誌性建築之一，展現了工業建築之中的歪曲美感。

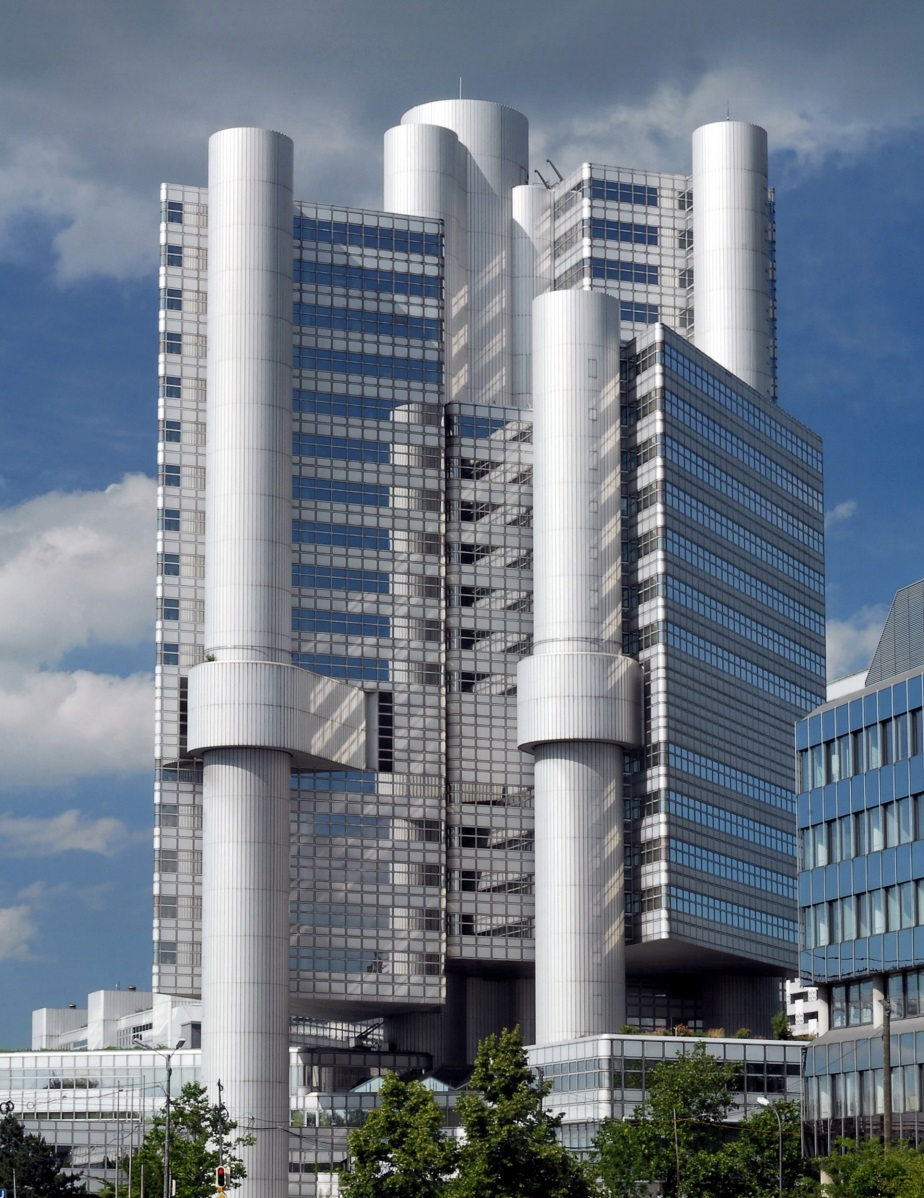
德國慕尼黑的裕寶大廈，模仿航天火箭和捲筒紙的設計，在有基本輪廓的同時卻將形狀抽象化。

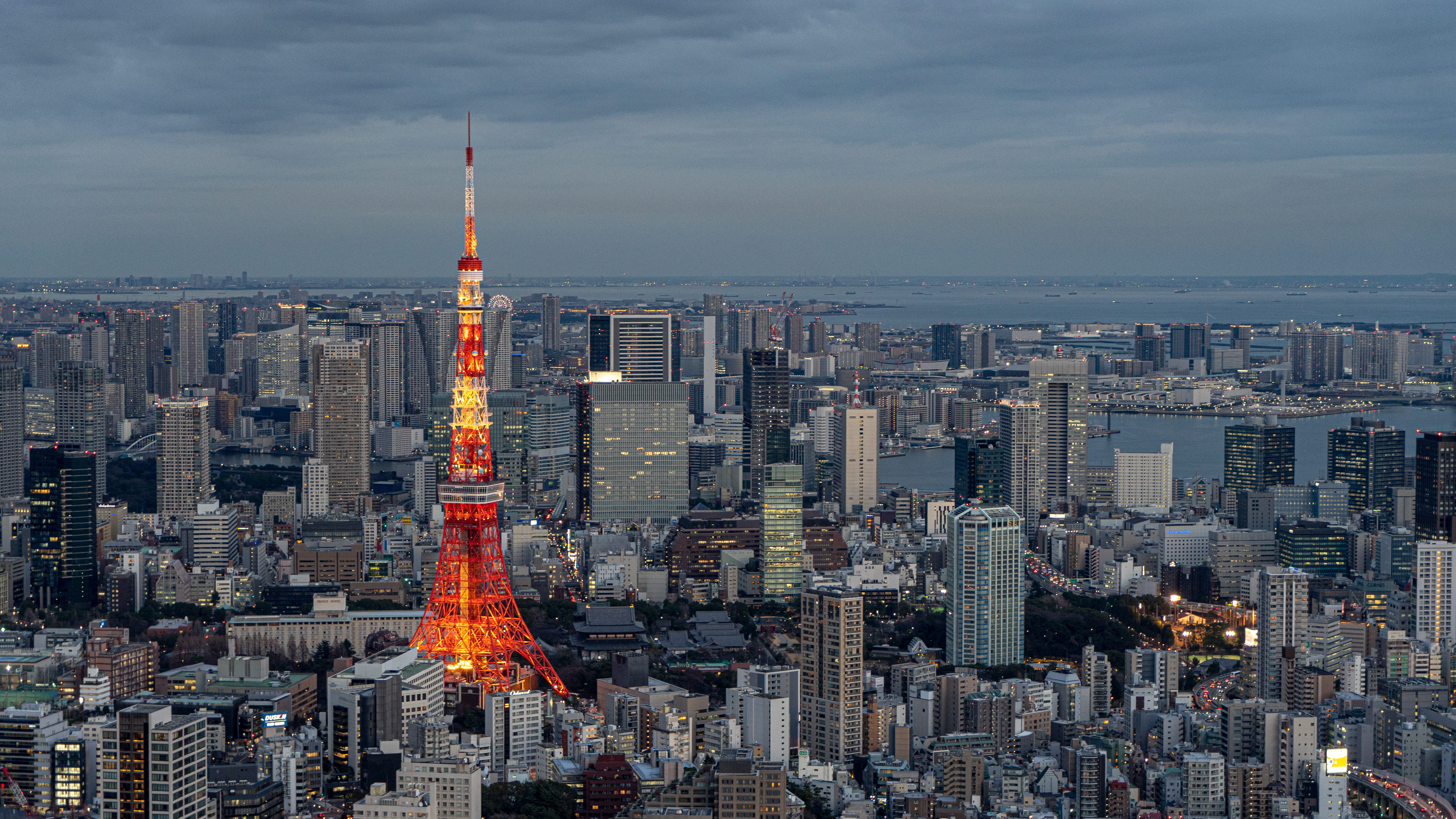
日本，東京鐵塔夜景。面無表情的水泥大樓中出現一個顏色鮮艷的尖銳鐵塔，充滿矛盾和後現代的風格。但需要闡明，鐵塔的色彩取決於航空安全法規，設計者在色彩選擇上的空間極其有限。東京鐵塔的顏色與周圍環境對比，呈現出後現代主義的效果，或許更多是巧合，而非原本設計的意圖。

- George Ritzer, The Theories of Postmodernism, 2003，华夏出版社。
- 高宣揚：《後現代論》（臺北：五南圖書出版有限公司，1999）。
- 黃進興：《後現代主義與史學研究：一個批判性的探討》（北京：三聯書店，2008）。

## 外部連結
- （页面存档备份，存于）
- 張旭東：（页面存档备份，存于）
- 高宣揚：（页面存档备份，存于）
- 王晴佳：〈 〉（页面存档备份，存于）。